# Seznam madridských rodáků
- Gonzalo Fernández de Oviedo (1478–1557), historik
- Lope de Vega, (1562–1635), dramatik, básník a prozaik
- Filip III. Španělský (1578–1621), španělský král
- Francisco de Quevedo y Villegas (1580–1645), spisovatel
- Tirso de Molina, (asi 1584–1648), spisovatel
- Pedro Calderón de la Barca (1600–1681), barokní dramatik a básník
- Juan José de Austria (1629–1679), vojevůdce
- Karel II. Španělský (1661–1700), španělský král
- Ludvík I. Španělský (1707–1724), španělský král
- Ferdinand VI. Španělský (1713–1759), španělský král
- Karel III. Španělský (1716–1788), španělský král
- Louis Blanc (1811–1882), francouzský sociální demokrat a utopický socialista
- Izabela II. Španělská (1830–1904), španělská královna
- José Echegaray y Eizaguirre (1832–1916), dramatik, politik, matematik a ekonom, nositel Nobelovy ceny za literaturu
- Alfons XII. (1857–1885), španělský král
- George Santayana (1863–1952), americký filosof, kritik a spisovatel
- Jacinto Benavente (1866–1954), dramatik a básník, nositel Nobelovy ceny za literaturu
- José Ortega y Gasset (1883–1955), filosof, sociolog a esejista
- Alfons XIII. Španělský, (1886–1941), španělský král
- Juan Gris (1887–1927), malíř a sochař
- Teresa Berganza (* 1935), mezzosopranistka
- Lina Morgan (1936–2015), herečka
- Plácido Domingo (* 1941), tenorista a dirigent
- Javier Solana (* 1942), politik
- Julio Iglesias (* 1943) , zpěvák
- Massiel (* 1947), zpěvačka
- Javier Marías, (* 1951), prozaik, překladatel, editor a fejetonista
- José María Aznar (* 1953), politik
- Victoria Abrilová (* 1959), herečka
- Almudena Grandesová (* 1960), spisovatelka
- Rafael Benítez (* 1960), fotbalový trenér
- Carlos Sainz (* 1962), automobilový závodník
- Elena Bourbonská (* 1963), španělská infantka, vévodkyně z Luga
- Filip VI. Španělský (* 1968), španělský král
- Virginia Ruanová Pascualová (* 1973), tenistka
- Carlos Sastre (* 1975), cyklista
- Roberto Carretero (* 1975), bývalý tenista
- Enrique Iglesias (* 1975), popový zpěvák
- Raúl González (* 1977), fotbalista
- Iker Casillas Fernández (* 1981), fotbalový brankář
- Alberto Contador (* 1982), cyklista
- Fernando Torres (* 1984), fotbalista
- Amaia Salamanca (* 1986), herečka
- Amarna Miller (* 1990), herečka
- Carlos Sainz Jr. (* 1994), automobilový závodník